# 后蕊苣苔属
后蕊苣苔属（学名：Opithandra）是苦苣苔科下的一个属。该属共有6种，分布于东亚。